# Charles Aznavour
Charles Aznavour (născut Shahnour Varenagh Aznavourian, în armeană Շահնուր Վաղինակ Ազնավուրյան, n. 22 mai 1924, Paris, Île-de-France, Franța – d. 1 octombrie 2018, Mouriès⁠(d), Provence-Alpes-Côte d'Azur, Franța) a fost un cântăreț, compozitor, actor și activist public francez de origine armeană. A fost unul dintre cei mai simpatizați și mai longevivi cântăreți francezi, fiind totodată și unul dintre cei mai cunoscuți cântăreți francezi în restul lumii. A apărut în peste 60 de filme și a compus peste 1000 de cântece, din care aproximativ 150 în engleză, 100 în italiană, 70 în spaniolă și 50 în germană.
Născut într-o familie de emigranți armeni din Paris, se simte foarte atașat de comunitatea armeană. În urma cutremurului ce a răvășit Armenia în 1988, pune bazele unei fundații cu scopul de a ajuta zonele sinistrate, fundație numită Aznavour pour l’Arménie. În onoarea sa, o piață din Erevan îi poartă numele, iar în Gyumri, orașul care a suferit cele mai multe pierderi de vieți omenești în cutremur, i s-a ridicat o statuie. Din 1995 este ambasador al Armeniei pe lângă UNESCO, iar din 2009 este ambasadorul Armeniei în Elveția (țara în care își are reședința), după ce a devenit cetățean armean în 2008.
Unul dintre cei mai populari și durabili cântăreți ai Franței, a fost poreclit „Frank Sinatra al Franței”, în timp ce criticul muzical Stephen Holden l-a descris pe Aznavour ca o „divinitate a pop-ului francez”. Mai multe publicații media l-au descris drept cel mai faimos armean din toate timpurile. Jean Cocteau, care l-a distribuit în filmul său din anii 1960 Le Testament d'Orphée, a glumit: „Înainte de Aznavour, disperarea nu era populară”. Între 1974 și 2016, Aznavour a primit aproximativ șaizeci de discuri de aur și platină în întreaga lume. Potrivit companiei sale de discuri, vânzările totale ale înregistrărilor lui Aznavour au depășit 180 de milioane de unități.[
A început ultimul său turneu mondial în 2014. În 2017, Aznavour a primit a 2.618-a stea pe Walk of Fame de la Hollywood. Mai târziu în acel an, el și sora sa, Aïda Aznavourian, au primit premiul Raoul Wallenberg pentru adăpostirea evreilor în timpul celui de-al Doilea Război Mondial. Concertul său de la NHK Hall din Osaka, din septembrie 2018, a fost ultima sa reprezentație.

## Viața timpurie și familia
Aznavour s-a născut pe 22 mai 1924 la clinica Tarnier din 89, rue d'Assas, în Saint-Germain-des-Prés, al 6-lea arondisment din Paris, într-o familie de artiști care trăia pe rue Monsieur-le-Prince. A fost numit Shahnour (sau Chahnour) Vaghinag (Vaghenagh) Aznavourian (în armeană: Շահնուր Վաղինակ Ազնաւուրեան), de către părinții săi, imigranți armeni Michael (Misha) Aznavourian (din actualul Akhaltsikhe, Georgia) și Knar Baghdasarian, o supraviețuitoare a genocidului armean din Adapazarı (în prezent în Sakarya, Turcia). Avea o soră mai mare, Aïda, născută în ianuarie 1923 în Salonic, Grecia, înainte ca familia lor să se mute în Franța. Familia Aznavourian avea un mic restaurant armean pe rue de la Huchette, un loc frecventat de actori și muzicieni, până la Marea Depresiune. O biografie menționează că tatăl lui Misha – bunicul lui Charles – „fusese bucătar la țarul Nicolae al II-lea”. Dar Aznavour a râs atunci când a spus: „Bunicul meu”, a spus el, „era bucătar pentru guvernatorul din Tiflis, în Georgia. Țarul venea acolo la fiecare 150 de ani”. Părinții lui Charles l-au introdus în lumea spectacolului de la o vârstă fragedă, abandonând școala la vârsta de nouă ani și luând numele de scenă „Aznavour”.

### Al Doilea Război Mondial
În timpul ocupației germane a Franței în timpul celui de-al Doilea Război Mondial, Aznavour și familia sa au ascuns „mai multe persoane persecutate de naziști, în timp ce Charles și sora sa, Aïda, s-au implicat în activități de salvare”. Munca lor a fost recunoscută într-o declarație emisă în 2017 de Reuven Rivlin, președintele Israelului. În acel an, Aznavour și Aïda au primit Premiul Raoul Wallenberg pentru activitățile lor din timpul războiului. „Aznavourienii erau strâns legați de Grupul de Rezistență Missak Manouchian și, în acest context, au oferit adăpost armenilor, evreilor și altora la apartamentul lor din Paris, riscându-și viața”.

## Cariera

### Cariera muzicală
Aznavour era deja familiarizat cu lumea scenei atunci când a început cariera sa de muzician. La vârsta de nouă ani, a avut roluri într-o piesă de teatru numită Un Petit Diable à Paris și într-un film intitulat La Guerre des Gosses. Aznavour s-a îndreptat apoi spre dansul profesionist și a cântat în mai multe cluburi de noapte. În 1944, el și actorul Pierre Roche au început un parteneriat și au susținut numeroase reprezentații în cluburi de noapte. Prin această colaborare, Aznavour a început să scrie cântece și să cânte. În paralel, Aznavour a compus primul său cântec, intitulat J'ai Bu, în 1944. Primele lor succese au avut loc în Canada, între 1948 și 1950.
În primele etape ale carierei sale, Aznavour a fost sfătuit de Édith Piaf să urmeze o carieră în muzică. Piaf l-a ajutat pe Aznavour să-și dezvolte o voce distinctivă, care i-a evidențiat cele mai bune abilități ale sale.
Uneori descris ca „Frank Sinatra al Franței”, Aznavour a cântat frecvent despre iubire. A scris sau a co-scris piese de operetă, mai mult de o mie de cântece și a înregistrat 91 de albume de studio. Vocea lui Aznavour era apropiată de gama tenorului, dar poseda și o gamă joasă și o coloratură mai tipică pentru un bariton, ceea ce contribuia la timbrul său unic. Aznavour cânta și vorbea în multe limbi (franceză, engleză, italiană, spaniolă, germană, rusă, armeană, napolitană), ceea ce l-a ajutat să susțină concerte la Carnegie Hall, în Statele Unite și în alte locații importante din întreaga lume. De asemenea, a înregistrat cel puțin un cântec al poetului armean din secolul al XVIII-lea Sayat-Nova (în 1988), un cântec armean-francez alături de Bratsch (în 2007), și un cântec popular, Im Yare (în 2009), în limba armeană. „Que C'est Triste Venise”, cântat în franceză, italiană („Com'è Triste Venezia”), spaniolă („Venecia Sin Ti”), engleză („How Sad Venice Can Be”) și germană („Venedig in Grau”), a avut mult succes în mijlocul anilor '60.
În 1972, Aznavour a lansat al 23-lea său album de studio, Idiote je t'aime..., care conținea printre altele, două dintre clasicele sale – Les plaisirs démodés (Plăceri demodate) și Comme ils disent (Cum spun ei), acesta din urmă abordând subiectul homosexualității, un subiect revoluționar la acea vreme.
În 1974, Aznavour a devenit un mare succes în Regatul Unit, când cântecul său She a ajuns pe locul 1 în topul UK Singles Chart, unde a rămas timp de patru săptămâni, într-o perioadă de 14 săptămâni. Alt cântec cunoscut al său în Regatul Unit a fost The Old Fashioned Way din 1973, care a stat în topurile britanice timp de 15 săptămâni.
Artiști care au înregistrat cântece de-ale lui Aznavour și au colaborat cu el includ: Édith Piaf, Fred Astaire, Frank Sinatra (Aznavour fiind unul dintre puținii cântăreți europeni invitați să cânte în duet cu acesta), Andrea Bocelli, Bing Crosby, Ray Charles, Bob Dylan (care l-a menționat pe Aznavour printre cei mai mari artiști live pe care i-a văzut vreodată), Dusty Springfield, Liza Minnelli, Mia Martini, Elton John, Dalida, Serge Gainsbourg, Josh Groban, Petula Clark, Tom Jones, Shirley Bassey, José Carreras, Laura Pausini, Roy Clark, Nana Mouskouri, Peggy Lee și Julio Iglesias. Coechipieră în muzica pop franceză, Mireille Mathieu a cântat și a înregistrat alături de Aznavour de mai multe ori. Cântărețul englez Marc Almond a fost menționat de Aznavour drept unul dintre interpreții săi preferați, având în vedere că a interpretat What Makes a Man a Man în anii '90. Almond a declarat că Aznavour a avut o influență majoră asupra stilului și lucrărilor sale. În 1974, Jack Jones a înregistrat un album întreg cu compoziții ale lui Aznavour, intitulat Write Me A Love Song, Charlie, reeditat pe CD în 2006. Doi ani mai târziu, în 1976, cântăreața olandeză Liesbeth List a lansat albumul Charles Aznavour Presents Liesbeth List, care conținea compozițiile lui Aznavour cu versuri în limba engleză. Aznavour și tenorul italian Luciano Pavarotti au cântat împreună aria Ave Maria de Gounod. Aznavour a cântat alături de violoncelistul rus și prietenul său Mstislav Rostropovich pentru a inaugura președinția Franței la Uniunea Europeană în 1995. Elvis Costello a înregistrat She pentru filmul Notting Hill. Unul dintre cei mai buni prieteni și colaboratori ai lui Aznavour din industria muzicală a fost tenorul operatic spaniol Plácido Domingo, care a interpretat frecvent hiturile sale, inclusiv o înregistrare solo a piesei Les bâteaux sont partis în 1985 și versiuni în duet ale piesei în franceză și spaniolă în 2008, precum și multiple versiuni live ale cântecului Ave Maria al lui Aznavour. În 1994, Aznavour a cântat din nou cu Domingo și soprana norvegiană Sissel Kyrkjebø la cel de-al treilea concert anual de Crăciun de la Viena al lui Domingo. Cei trei artiști au interpretat un repertoriu variat de colinde, medley-uri și duete, iar concertul a fost transmis pe cale televizată în întreaga lume, fiind ulterior lansat pe CD la nivel internațional.
La începutul toamnei anului 2006, Aznavour a început turneul de adio, susținând concerte în Statele Unite și Canada, primind recenzii extrem de pozitive. În 2007, Aznavour a început cu concerte în întreaga Japonie și Asia. A doua jumătate a anului 2007 l-a adus înapoi la Paris, unde a susținut peste 20 de spectacole la Palais des Congrès, urmate de un nou turneu în Belgia, Olanda și restul Franței. Aznavour a declarat în repetate rânduri că acest turneu de adio, dacă sănătatea îi va permite, va dura probabil dincolo de 2010; însă, după această perioadă, Charles Aznavour a continuat să susțină concerte pe tot globul, în fiecare an. La 84 de ani, cei 60 de ani de carieră îl făceau „un pic greu de auzit”. În ultimii săi ani, Aznavour a continuat să cânte în mai multe limbi și fără a depinde constant de reclamele televizate, dar de obicei se limita la două sau trei limbi (franceza și engleza fiind principalele două, iar spaniola sau italiana fiind a treia) în majoritatea concertelor. Pe 30 septembrie 2006, Aznavour a susținut un concert major la Erevan, capitala Armeniei, pentru a deschide sezonul cultural „Arménie mon amie”. La acest eveniment au fost prezenți președintele Armeniei, Robert Kocharyan, și omologul său francez Jacques Chirac, care se aflau atunci într-o vizită oficială în Armenia.
În 2006, Aznavour a înregistrat albumul Colore ma vie în Cuba, alături de Chucho Valdés. Ca invitat frecvent la Star Academy, Aznavour a cântat alături de concurentul Cyril Cinélu în același an. În 2007, a cântat o parte din Une vie d'amour în rusă în cadrul unui concert la Moscova. Mai târziu, în iulie 2007, Aznavour a fost invitat să cânte la Festivalul Vieilles Charrues.
Albumul Forever Cool (2007), lansat de Capitol/EMI, include un duet cu vocea lui Dean Martin, înregistrat de Aznavour pe melodia „Everybody Loves Somebody Sometime”.
Aznavour a încheiat un turneu în Portugalia în februarie 2008. Pe parcursul primăverii din 2008, Aznavour a susținut o serie de concerte în America de Sud, în Argentina, Brazilia, Chile și Uruguay.
Un mare admirator al Quebecului, unde a cântat în cabarete din Montreal înainte de a deveni faimos, Aznavour a sprijinit cariera cântăreței și compozitoarei Lynda Lemay în Franța. Pe 5 iulie 2008, Aznavour a fost numit ofițer de onoare al Ordinului Canadei. A cântat a doua zi pe Câmpiile Abraham ca parte a celebrării a 400 de ani de la înființarea orașului Quebec.
În 2008, a fost lansat un album de duete, Duos, un proiect colaborativ ce reunește cei mai mari prieteni și parteneri ai lui Aznavour din cariera sa îndelungată, inclusiv Céline Dion, Sting, Laura Pausini, Josh Groban, Paul Anka, Plácido Domingo și mulți alții. Albumul a fost lansat în diverse date din decembrie 2008 în întreaga lume. Albumul său următor, Charles Aznavour and The Clayton Hamilton Jazz Orchestra (cunoscut anterior sub numele de Jazznavour 2), este o continuare în aceeași direcție ca albumul său de succes Jazznavour din 1998, cu noi aranjamente ale melodiilor sale clasice alături de o orchestră de jazz și alți artiști de jazz invitați. Acesta a fost lansat pe 27 noiembrie 2009.
Aznavour și cântărețul senegalez Youssou N'Dour, împreună cu peste 40 de cântăreți și muzicieni francezi, au înregistrat un videoclip muzical cu grupul Band Aid în urma catastrofei cutremurului din Haiti din 2010, intitulat 1 geste pour Haïti chérie.
În 2009, Aznavour a continuat să-și susțină turneul Aznavour en liberté, care a început la sfârșitul lunii aprilie 2009 cu o serie de concerte în Statele Unite și Canada, iar apoi a inclus un turneu în America Latină în toamnă, urmând ca în final să se întoarcă din nou în Statele Unite. În august 2011, Aznavour a lansat un nou album, Aznavour Toujours, care includea 11 cântece noi, precum și o versiune franceză a celui mai mare său hit internațional, She, intitulată Elle. După lansarea albumului Aznavour Toujours, Aznavour, la vârsta de 87 de ani, a început un turneu european numit Charles Aznavour en Toute Intimité, care a început cu 21 de concerte la teatrul Olympia din Paris. Pe 12 decembrie 2011, Aznavour a susținut un concert la Palatul Kremlin din Moscova, care a atras un public numeros. Concertul s-a încheiat cu o ovație în picioare care a durat aproximativ 15 minute.
În 2012, Aznavour a pornit într-o nouă etapă a turneului En toute intimité, în America de Nord, vizitând Quebec și amfiteatrul Gibson din Los Angeles, al treilea cel mai mare loc de spectacol din California, unde a susținut mai multe spectacole. Însă, spectacolele din New York au fost anulate din cauza unui conflict legat de contract. Pe 16 august 2012, Aznavour a susținut un concert special în orașul natal al tatălui său, Akhaltsikhe, în Georgia, ca parte a ceremoniei de deschidere a castelului Rabati recent restaurat.
Pe 25 octombrie 2013, Aznavour a susținut un concert la Royal Albert Hall din Londra, pentru prima dată în 25 de ani; cererea a fost atât de mare încât un al doilea concert a fost programat pentru iunie 2014. În noiembrie 2013, Aznavour a cântat alături de Achinoam Nini (Noa) într-un concert dedicat păcii la Nokia Arena din Tel Aviv. Publicul, inclusiv președintele israelian Shimon Peres (Peres și Aznavour s-au întâlnit înainte de spectacol), a cântat alături de artiști. În decembrie 2013, Aznavour a susținut două concerte în Olanda, la Heineken Music Hall din Amsterdam, iar din nou în ianuarie 2016 (programate inițial pentru noiembrie 2015, dar amânate din cauza unei răceli severe).
Aznavour a continuat turneul său internațional, susținând concerte în numeroase orașe din întreaga lume între 2014 și 2018. Pe 19 septembrie 2018, ceea ce avea să fie ultimul său concert a avut loc la NHK Hall din Osaka.

## Politică și activism

### Drepturi civile
Charles Aznavour a fost un susținător de-a lungul vieții al drepturilor civile, promovând egalitatea între rase, religii și naționalități. A fost un pionier în sprijinirea drepturilor LGBT, abordând subiectul homosexualității într-o perioadă în care era considerat un tabu. Albumul său din 1972, Idiote je t'aime..., a inclus piesa revoluționară Comme ils disent (Așa cum spun ei), care descria deschis viața unui bărbat gay. Într-un interviu ulterior, Aznavour a declarat: „Este un fel de boală pe care o am, să vorbesc despre lucruri despre care nu ar trebui să vorbești. Am început cu homosexualitatea și am vrut să sparg fiecare tabu.”

### Activism pentru Armenia
După cutremurul devastator din Armenia din 1988, Aznavour a sprijinit țara prin organizația sa de caritate Aznavour pentru Armenia. Împreună cu cumnatul său și co-autor Georges Garvarentz, a compus piesa Pour toi Arménie, interpretată de artiști francezi celebri, care a dominat topurile timp de 18 săptămâni. În Armenia, piețe și statui îi poartă numele, inclusiv în Erevan și Gyumri, oraș grav afectat de cutremur.
În 1995, Aznavour a fost numit Ambasador și Delegat Permanent al Armeniei la UNESCO, fiind, de asemenea, membru al Consiliului Internațional al Fondului Armenia. Această organizație a oferit peste 150 de milioane de dolari în ajutor umanitar și dezvoltare. În 1997, a fost decorat cu titlul de "Ofițer" al Legiunii de Onoare din Franța.
În 2002, Aznavour a apărut în filmul Ararat, regizat de Atom Egoyan, care abordează genocidul armenilor din Imperiul Otoman.
În 2004, Aznavour a primit titlul de Erou Național al Armeniei, cea mai înaltă distincție a țării. În 2008, președintele Armeniei, Serzh Sargsyan, i-a acordat cetățenia armeană, descriindu-l drept „un cântăreț remarcabil și o personalitate publică” și „un erou al poporului armean”.

### Moștenirea sa culturală și umanitară
În 2011, a fost inaugurat Muzeul Charles Aznavour în Erevan. 
În 2016, Aznavour a participat la ceremonia de premiere Aurora Prize și a depus flori la Memorialul Genocidului Armean, alături de Serzh Sargsyan și actorul George Clooney.
El a scris cântecul Ils sont tombés (Au căzut), dedicat victimelor genocidului armean.
Împreună cu fiul său, Nicolas Aznavour, a fondat Fundația Aznavour, care continuă proiectele culturale, educaționale și sociale începute de artist, luptând împotriva discriminării prin artă și acțiuni umanitare la nivel global.

### Implicare politică
Deși este considerat întruchiparea culturii franceze, Charles Aznavour era, de fapt, un armean mândru, fără niciun pic de sânge francez în vene.
— Herbert Kretzmer, textierul englez de lungă durată al lui Aznavour, 2014
Pe măsură ce cariera sa a avansat, Aznavour a devenit tot mai implicat în politica franceză, armeană și internațională. În timpul alegerilor prezidențiale franceze din 2002, când naționalistul de extremă dreapta Jean-Marie Le Pen, liderul Frontului Național, a ajuns în turul doi împotriva președintelui în funcție Jacques Chirac, Aznavour a semnat petiția Vive la France și i-a îndemnat pe toți francezii să cânte Marseillaise ca semn de protest. Chirac, un prieten personal al lui Aznavour, a câștigat alegerile cu o majoritate covârșitoare, obținând peste 82% din voturi.

Aznavour a militat frecvent pentru reforma legislației internaționale privind drepturile de autor. În noiembrie 2005, s-a întâlnit cu José Manuel Barroso, președintele Comisiei Europene de atunci, pentru a discuta revizuirea termenului de protecție pentru artiști și producători în UE. El a susținut extinderea termenului de protecție din UE de la 50 de ani la 95 de ani, similar legislației din Statele Unite, argumentând:
„În ceea ce privește termenul de protecție, artiștii și casele de discuri sunt de aceeași părere. Extinderea termenului ar fi benefică pentru cultura europeană, pozitivă pentru economia europeană și ar pune capăt discriminării actuale față de SUA.”
Aznavour a intrat în conflict și cu politicianul francez Christine Boutin, care susținea o „licență globală” cu tarif fix pentru autorizarea partajării fișierelor protejate prin drepturi de autor pe internet, afirmând că o astfel de licență ar elimina creativitatea.
În mai 2009, Senatul francez a aprobat una dintre cele mai stricte legi antipiraterie de pe internet, cu un vot zdrobitor de 189 la 14. Aznavour a fost un susținător vocal al acestei măsuri și a considerat-o o victorie importantă:
„Dacă tinerii nu pot trăi din munca creativă, vor face altceva, iar lumea artistică va suferi o lovitură... Nu vor mai exista cântece, cărți, nimic. Așa că a trebuit să luptăm.”

## Moștenire
Când Bob Dylan a fost întrebat despre artiștii săi preferați, a declarat:
„Îmi place foarte mult Charles Aznavour. L-am văzut prin '60 și ceva la Carnegie Hall, și pur și simplu mi-a luat mințile.”
Sting l-a descris ca fiind „un simbol. Nu doar ca și cântăreț, ci și ca actor, personalitate și maestru al chanson.” Aznavour a fost, de asemenea, foarte apreciat de Frank Sinatra, Céline Dion, Édith Piaf și Liza Minnelli, cu care a cântat și înregistrat. Minnelli a spus despre el:
„Mi-a schimbat întreaga viață.”
În august 2017, la vârsta de 93 de ani, Aznavour a primit o stea pe Hollywood Walk of Fame.
A fost considerat unul dintre cei mai faimoși armeni ai timpului său și un simbol cultural major al secolului al XX-lea.
Fama și muzicalitatea sa au influențat profund cultura pop. Numele său a inspirat aliasul personajului Char Aznable, creat de Yoshiyuki Tomino pentru seria anime Mobile Suit Gundam (1979). Char a devenit un simbol pop cultural japonez și cel mai cunoscut personaj dintr-o franciză de succes de-a lungul decadelor.
Criticul muzical Stephen Holden l-a descris pe Aznavour drept un „zeu al pop-ului francez”.
Piesa sa Parce Que Tu Crois a fost preluată de Dr. Dre în piesa What's the Difference (cu Eminem și Xzibit) de pe albumul său 2001.
La Jocurile Olimpice de iarnă din 2022, patinatorul american Nathan Chen a ales să patineze atât în programul scurt al echipei, cât și în cel individual, pe melodia lui Aznavour La Bohème.

## Viața personală
Aznavour a fost căsătorit de trei ori: cu Micheline Rugel (în 1946), Evelyn Plessis (în 1954) și cu văduva sa, Ulla Thorsell (în 1966). Din aceste căsătorii au rezultat cinci copii: Seda, Patrick, Katia, Mischa și Nicolas.
Aznavour adesea glumea despre fizicul său, cel mai discutat aspect fiind înălțimea sa; avea 160 cm (5 ft 3 in). A transformat acest detaliu într-o sursă de umor autoironic de-a lungul anilor.
În aprilie 2018, cu puțin înainte de a împlini 94 de ani, Aznavour a fost dus la spital în Sankt Petersburg după ce și-a întins spatele în timpul unei repetiții înainte de un concert în oraș. Concertul a fost amânat pentru sezonul următor, dar ulterior a fost anulat deoarece artistul a decedat șase luni mai târziu. La 5 mai 2018, a fost invitat în emisiunea Graham Norton de la BBC Radio 2.
O săptămână mai târziu, pe 12 mai, a suferit o fractură a brațului în două locuri după o cădere în casa sa din satul Mouriès, ceea ce a dus la anularea tuturor spectacolelor până la sfârșitul lunii iunie. Aceasta a fost extinsă pentru a include 18 spectacole programate pentru august, din cauza unui proces mai lung de recuperare. Într-o emisiune pe televiziunea franceză difuzată pe 28 septembrie, cu doar trei zile înainte de moartea sa, a menționat că încă simțea durerea.

## Moartea și înmormântarea
La 1 octombrie 2018, Aznavour a fost găsit mort în cadă la casa sa din Mouriès, la vârsta de 94 de ani. La momentul morții sale, reședința sa fiscală era în Saint-Sulpice, Vaud, Elveția. Raportul autopsiei a concluzionat că Aznavour a murit din cauza unui stop cardiorespirator complicat de un edem pulmonar acut. Un recviem a fost susținut pe 6 octombrie de către Catholicos Karekin II la Catedrala Armeană Sf. Ioan Botezătorul din Paris.
Pe 5 octombrie, Aznavour a fost onorat cu o înmormântare de stat la Les Invalides din Paris. Președintele Emmanuel Macron a rostit un elogiu în care l-a descris pe Aznavour drept unul dintre cele mai importante „fețe ale Franței”, iar versurile sale ca fiind, „pentru milioane de oameni un balsam, un remediu, o mângâiere... Timp de decenii, el a făcut viața noastră mai dulce, lacrimile noastre mai puțin amare.” Sicriul său a fost dus afară pe melodia „Emmenez-Moi” (Take Me Along). La funeralii au fost prezenți și oficialități, inclusiv prim-ministrul francez Édouard Philippe, foștii președinți Nicolas Sarkozy și François Hollande, precum și președintele Armeniei Armen Sarkissian și prim-ministrul Nikol Pashinyan împreună cu soțiile lor.
Aznavour este înmormântat în cripta familiei la cimitirul Montfort-l'Amaury.

## Filmografie
- 1960 Testamentul lui Orfeu (Le Testament d’Orphée ou ne me demandez pas pourquoi), regia Jean Cocteau
- 1960 Trageți în pianist (Tirez sur le pianiste), regia François Truffaut
- 1960 Un taxi pentru Tobruk (Un taxi pour Tobrouk), regia Denys de La Patellière
- 1962 Dracul și cele 10 porunci (Le diable et les dix commandements), regia Julien Duvivier
- 1963 Șoarecele din America (Le rat d'Amérique), regia Jean-Gabriel Albicocco
- 1964 Căutați idolul (Cherchez l'idole), regia Michel Boisrond
- 1968 Candy, regia Christian Marquand
- 1970 Aventurierii (The Adventurers), regia Lewis Gilbert
- 1978 Toba de tinichea (Die Blechtrommel), regia Volker Schlöndorff

## Legături externe
- Site oficial
- Charles Aznavour la Internet Movie Database